# Paterna del Río
Paterna del Río là một đô thị thuộc tỉnh Almería, ở cộng đồng tự trị Andalusia, Tây Ban Nha. Đô thị này có diện tích 45 km², dân số năm 2005 là 396 người.

## Biến động dân số
| 1999 | 2000 | 2001 | 2002 | 2003 | 2004 | 2005 |
| ---- | ---- | ---- | ---- | ---- | ---- | ---- |
| 383  | 393  | 386  | 389  | 419  | 415  | 396  |

Nguồn: INE (Tây Ban Nha)